# Предстоятель РПЦЗ
Першоієрарх Руської Православної Церкви Закордоном — глава Російської Православної Церкви Закордоном в сані Митрополита. Є головою Собору Єпископів і Архієрейського Синоду РПЦЗ, єпархіальним архієреєм Східно-Американської і Нью-Йоркської єпархії, в якій має постійне місцеперебування, і настоятелем Митрополичого соборного храму. Він також управляє церквами, що не входять до складу єпархій, а безпосередньо йому підпорядковані.

## Першоієрархи РПЦЗ
- Антоній (Храповицький) (листопад 1920 — 10 серпня 1936)
- Анастасій (Грибановський) (10 серпня 1936 — 27 травня 1964)
- Філарет (Вознесенський) (27 травня 1964 — 21 листопада 1985)
- Віталій (Устинов) (22 січня 1986 — 10 серпня 2001)
- Лавр (Шкурла) (28 жовтня 2001 — 16 березня 2008)
- Іларіон (Капрал) (18 травня 2008 – 18 травня 2022)
- Миколай (Ольховський) (з 18 вересня 2022 року)

## Обрання Першоієрарха
Обирається на довічно Собором Єпископів РПЦЗ з наявного її складу єпископату .
Підписаний 17 травня 2007 року Акт про канонічне спілкування РПЦЗ і РПЦ передбачає, що Першоієрарх РПЦЗ, який обирається її Архієрейським Собором, підлягає затвердженню Патріархом Московським і всієї Русі і Священним Синодом Московського Патріархату.
Нинішній першоієрарх РПЦЗ Митрополит Іларіон (Капрал) — перший глава РПЦЗ, затверджений на посаді Патріархом Московським і всієї Русі і Священним Синодом РПЦ.

## Права Першоієрарха РПЦЗ
1. головує на Соборі Єпископів РПЦЗ,
2. відповідає за внутрішнє і зовнішній добробут Руської Православної Церкви Закордоном,
3. скликає чергові і надзвичайні Собори Єпископів , Всезакордонні Церковні Собори РПЦЗ та головує на них,
4. головує в Архієрейському Синоді,
5. звітує Собору про стан Російської Православної Церкви Закордоном за міжсоборний період часу,
6. веде діалог з Предстоятелями і Представниками Автокефальних Православних Церков з питань церковного життя для виконання постанов Архієрейського Собору або Синоду, а також і від свого імені,
7. підтримує зв'язок з державною владою через справи Руської Православної Церкви Закордоном,
8. звертається до всієї Руської Православної Церкви Закордоном з Архіпастирськими посланнями і учительными настановами,
9. відповідає за своєчасне заміщення архієрейських кафедр,
10. відповідає за своєчасне виготовлення Святого Мира і Святих Антимінсів,
11. дає благословення духовним і світським особам за їх корисну для Церкви діяльність,
12. безпосередньо підлеглому йому духовенству дає нагороди до сану протоієрея і ігумена включно,
13. у необхідних випадках дає вказівки ієрархам як щодо їхнього особистого життя, так і щодо виконання ними архіпастирського боргу,
14. керує церквами, місіями та монастирями, які безпосередньо йому підлеглі,
15. у разі відкриття вакансії архієрейської кафедри бере на себе тимчасове управління нею або доручає таке одному з єпископів до призначення туди керуючого,
16. приймає скарги на архієреїв і дає їм належне вирішення,
17. приймає до свого розгляду справи по особистих непорозуміннях між архієреями, які добровільно звертаються до його посередництва, без формального судочинства, причому рішення Першоієрарха в таких випадках для сторін обов'язковими,
18. користується правом відвідування в необхідних випадках усіх єпархій з відома Єпархіального Архиєрея,
19. наглядає за правильним веденням справ Синоду і Синодальних установ за виконанням постанов Собору і Синоду,
20. дозволяє відпустки Архієреїв з їх єпархій від 2-х тижнів до 2-х місяців, які не пов'язані з тимчасовою заміною тих кого відпускає,
21. видає Святе Миро для єпархій церков і всієї Руської Православної Церкви Закордоном,
22. відвідує Духовні школи,
23. за своїм відходом від керування вносить питання і справи на розгляд і рішення Архієрейського Собору і Синоду.
24. має право протесту в тих випадках, коли він визнає, що постановлені Архієрейським Синодом рішення не відповідають благу і користі Церкви.

## Апарат Першоієрарха
Забезпеченням діяльності Першоієрарха займається Особиста канцелярія Першоієрарха і секретар. Як зазначала Ірина Папкова у 2006 році: «На відміну від Московської Патріархії, потрапити навіть до самого першоієрарха дуже просто. Варто лише підійти до нього після служби, і питання вирішене, оскільки Митрополит не заступлений стіною секретарів й іподияконів. В принципі будь-який парафіянин або священик Зарубіжної Церкви відчуває себе вправі особисто висловити священноначалію свою думку, не боячись негативних наслідків».

## Резиденція Першоієрарха
Резиденція знаходиться в США.
Адреса: 75 E. 93rd Str., New York, NY 10128 USA